# Gâtine tourangelle
Pour les articles homonymes, voir Gâtine.
La Gâtine de Touraine ou Gâtine tourangelle est une région naturelle de France située au nord du département d'Indre-et-Loire et à l'ouest du département de Loir-et-Cher, entre le Loir et la Loire,,. La Gâtine de Touraine est constituée de plateaux séparés par des vallées souvent étroites, notamment par celle de la Cisse, et dont l'altitude varie de 180 à 40 mètres. Les sols y sont constitués principalement d'argile à silex à l'ouest (« Croissant boisé »), formés au Sénonien et à l'Éocène, et de calcaires de Beauce de l'Aquitanien à l'est.
Au Moyen Âge, cette région entre la  « campagne » de Mettray au nord de Tours et la vallée du Loir était un territoire recouvert par la forêt de Gastines. Ce « pays de gâtine » où la forêt, défrichée à partir du XIe siècle, a peu à peu fait place aux landes et friches n'a  été réellement valorisé qu'au cours du XIXe siècle.
La Gâtine de Loches et de Montrésor est parfois appelée « Gâtine tourangelle du Sud ».